# Polymorphus trochus
Polymorphus trochus es una especie de gusano del género Polymorphus, familia Polymorphidae. Fue descrita por Van Cleave en 1945. Se encuentra en América del Norte. Suele habitar en Anas platyrhynchos.